# 魯鼎梅
魯鼎梅（？—？），字調元，號燮堂，江西新城縣人，中國清朝官員。乾隆七年（1742年）壬戌科進士，乾隆十四年（1749年）由德化知縣調至臺灣，接替周緝敬，擔任台灣府台灣縣知縣。因臺志長久未修，故請德化進士王必昌前來修志，成《重修臺灣縣志》十五卷。乾隆十九年（1754年）被彈劾革職。